# Intensity
Intensity fou una banda de hardcore punk sueca. La banda estigué influïda per altres bandes hardcoretes com Minor Threat, Deep Wound, Infest i Siege.

## Trajectòria
Les primeres gravacions del grup foren les cançons «Civilization» i «Ignorance» dins del recopilatori This Is Bad Taste (Bad Taste Records, 1996). El disc de debut, Bought and Sold, es va publicar a Bad Taste Records el novembre del mateix any. L'àlbum va ser seguit pel senzill Battered Soul (Putrid Filth Conspiracy, 1997), abans del segon àlbum d'estudi del grup, Wash Off the Lies, que es va publicar l'abril de 1998, també a Bad Taste Records. El va seguir un altre senzill de 7" el 1999, Virtue of Progess (Six Weeks Records), abans del tercer àlbum d'estudi de la banda The Ruins of Our Future (Bad Taste Records, 2001).
Després de The Ruins of Our Fute, la banda va publicar diversos senzills, entre ells un de compartit amb el grup barceloní E-150 (Thought Crime Records, 2004).

## Membres
- Tommas Svendsen: bateria
- Mattias Blixtberg: guitarra
- Christoffer Lind: baix
- Rodrigo Alfaro: veu
- Andy Dahlström: guitarra

## Discografia

### Àlbums
- 1996 - Bought and Sold
- 1998 - Wash Off the Lies
- 2001 - The Ruins of Our Future

### 7"
- 1997 - Battered Soul
- 1999 - Virtue of Progess
- 2003 - The Center of Universal Truths Is Dying (compartit amb Antichrist)
- 2004 - Ruttna bort
- 2004 - Intensity/E150 (compartit amb E150)